# Рябичев, Александр Даниилович
Александр Даниилович Рябичев (род. 13 февраля 1957, Москва) — советский и российский скульптор и общественный деятель.
Член Московского Союза художников (1986), член Российской Академии народного искусства (2015), руководитель творческих групп в Доме творчества в Переславле-Залесском (1985—1987), лауреат Международной премии Джавахарлала Неру (1992), член комиссии по монументальному искусству в Московской городской думе (2000—2004), участник российских и международных выставок, соучредитель РОО «БРИКС. Мир традиций» (2016), член правления «Российско-Германского Общества дружбы».

## Творчество
Окончил МГХПА им. С. Г. Строганова.
Среди работ скульптора памятник Джавахарлалу Неру, установленный в 1996 году на площади Джавахарлала Неру в Москве, созданный совместно с отцом — скульптором Дмитрием (Даниилом) Рябичевым, композиция «Танцующие дети», установленная в Пресненском районе Москвы в 1997 году, олицетворяющая дружбу народов России и Баварии, мемориальный знак по увековечению Костандова Л. А. (ул. С. Басманная, 2002 год), совместные с отцом работы — памятники Махатме Ганди (Дели и Москва, ул. Воронцово Поле, посольство Республики Индия) и Индире Ганди (Бхубанешвар, штат Орисса).
Скульптура Махатмы Ганди на территории посольства Республики Индия в Москве принесена в дар скульптором Александром Рябичевым в знак дружбы и благодарности за работу в Индии. Памятник был установлен 2 октября 2006 года в Международный день ненасилия, учреждённый в день рождения Махатмы Ганди.

## Награды
- Премия Джавахарлала Неру (1992)[3].
- Золотая медаль ВВЦ (2009).
- Благодарственные грамоты Российской Академии художеств и Академии Российской словесности.

## Мастерская Рябичевых
С 1995 года Александр Рябичев — руководитель Творческой мастерской Рябичевых, в которой также над своими произведениями работали скульпторы Александр Бурганов (скульптура-фонтан «Принцесса Турандот»), Александр Рукавишников (Памятник Дмитрию Донскому перед Маринкиной башней Коломенского Кремля), Александр Рожников, Александр Таратынов, Мария Левинская, Александр Вагнер и другие. Режиссёр Валерий Тодоровский снимал фильм «Страна глухих» в Творческой мастерской Рябичевых. Основателем мастерской в 1967 году стал скульптор Дмитрий (Даниил) Рябичев, автор памятника четырнадцати туркестанским комиссарам, монумента «Мужество» в Ташкенте, памятника борцам революции в Иванове, памятника участникам боёв на Красной Пресне. Художественные традиции мастерской Рябичевых продолжают скульптор Александр Рябичев и его дочь Даниэла Рябичева.
Мастерская Рябичевых является центральным офисом РОО «БРИКС. Мир традиций», Академии Народного искусства. Среди постоянных художественных проектов Мастерской — выставки современных российских и зарубежных художников, в том числе благотворительный проект Bona Mente, «Первая Выставка на Луне» — виртуальная, мультимедийная, интерактивная экспозиция.

## Личная жизнь
Александр Даниилович Рябичев родился в семье московского скульптора Дмитрия Рябичева и искусствоведа Валентины Боруновой.
- 1980—1981 — брак с М. Кашани;
- 1982—1992 — брак с художником Т. Шушкановой;
- 1994 — брак с художником, журналистом А. Загряжской.

В настоящее время семья Рябичевых Александр и Александра и их дочери София и Даниэла.

## Основные работы
- Памятник Джавахарлалу Неру совместно со скульптором Д. Б. Рябичевым
- Подвиг во имя жизни (мемориал) совместно с Д. Б. Рябичевым
- Памятник Махатме Ганди в Москве
- Скульптура «Танцующие дети» в Москве (район Пресненский)
- Цикл работ «Русская деревня», представленный в ВЗ МОСХ, Колорит, АРТ-Парк
- Цикл работ «Индия, Индия»